# Thomas Kunze
Thomas Kunze (n. 23 februarie 1963, Leipzig, RDG) este un istoric german.

## Biografie
Kunze s-a născut în 1963 în Leipzig (Germania). A făcut studii de istorie, germanistica, pedagogie la Universitățile din Jena și Leipzig. în 1991 și-a luat doctoratul în istorie. Intre 1990 - 1995 a lucrat ca șef al Administrației pentru Imigranți a Prefecturii din Leipzig. A devenit docent al Academiei pentru Administrație Publică din Saxonia. Între 1995 - 2000 a predat cursuri în calitate de profesor invitat în România.
Din anul 2002 este reprezentant al Fundației Konrad-Adenauer-Stiftung. A fost director al Fundației în Moscova și director al departamentului pentru Europa și statele de America din Nord. Din anul 2010 este reprezentant/mandatar al Fundației în Asia Centrală.

## Publicații
- Nicolae Ceaușescu: Eine Biographie, Berlin 2000, 2009 și 2017, ISBN 978-3-86153-562-1
- Staatschef a.D. Die letzten Jahre des Erich Honecker, Berlin 2012, ISBN 978-3-86153-698-7

- Nicolae Ceaușescu. O biografia,[4] București, 2002, ISBN 973-645-025-2

- Ceaușescu. Piekło na Ziemi, Prószy´nski i S-ka, Warszawa, 2016, ISBN 978-83-8069-430-9.

- (cu Thomas Vogel): Das Ende des Imperiums. Was aus den früheren Sowjetrepubliken wurde, Berlin 2015. ISBN 978-3-86153-644-4.
- Ceaușescu Nicolae, in: Groenewold/ Ignor / Koch (Hrsg.), Lexikon der Politischen Strafprozesse
- Unter Welten. Eine Zeitreise durch geheime Bunker und verlassene Tunnel Russlands, Moscova, 2022. ISBN: 978-5-907171-67-1